# Bromure de plomb(II)
Le bromure de plomb(II) est le composé inorganique de formule PbBr2. C'est une poudre blanche.  Il est produit par la combustion des essences plombées classiques.

## Préparation et propriétés
Il est préparé typiquement en traitant des solutions de sels de plomb (par exemple le (nitrate de plomb(II)) avec des sels de bromure. Ce procédé exploite sa faible solubilité dans l'eau - seulement 0,455 g dans 100 g d'eau à 0 °C. Il est environ dix fois plus soluble dans l'eau bouillante.
Le bromure de plomb était omniprésent dans l'environnement à cause de l'emploi d'essence plombée. Le tétraéthylplomb était par le passé largement utilisé pour améliorer la combustion de l'essence. Pour empêcher les oxydes de plomb produits d'encrasser le moteur, l'essence était traitée avec un composé organobromé qui convertissait les oxydes de plomb en bromure de plomb plus volatil, qui était ensuite relâché par le moteur dans l'environnement.

## Sécurité
Comme les autres composés contenant du plomb, le bromure de plomb est classé comme probablement cancérogène pour les humains (Catégorie 2A), par le Centre international de recherche sur le cancer (CIRC). Son rejet dans l'environnement en tant que résidu de la combustion de l'essence plombée était hautement controversé.